# Hős
A hős szó leggyakoribb jelentése olyan férfi vagy nő, aki egy történet, különösen a mítosz, mese, legenda és monda központi szereplője, vagy egy népcsoport, kultúra rendkívüli, önfeláldozó tettet végrehajtó híres személyisége. Olyan valaki, aki egy átlagos személynél lényegesen kiválóbb jellem vagy rendkívüliek a tulajdonságai, és ezek az adottságok képessé teszik arra, hogy azokat a különleges tetteket véghez tudja vinni (hősies cselekedetek), amelyekről híressé válik. Ezek a képességek nemcsak testi, fizikai jellegűek, hanem lelki, szellemi erők is. A hős általában megfelel az adott kultúrában jónak és nemesnek tekintett dolgok definíciójának.
A hős központi figura olyan szépirodalmi művekben, mint az eposz, elbeszélő költemény, lovagregény.

## Görög mitológiai hősök
A görög mitológia hősöknek azokat nevezi, akik származásukra nézve emberek voltak, de nagy erejük és hőstetteik által magasan kiváltak a többiek közül, s embertársaik jótevői lettek, amennyiben városokat, országokat alapítottak, egyesítették a törzseket, vagy megtisztították a vidéket a rablóktól és a vadállatok pusztításaitól.
Némelyek közülük félisteni eredettel bírtak, amennyiben isteni apától és földi anyától származtak, s haláluk után isteni tiszteletben részesültek mint félistenek, például Héraklész. A hősök halandók ugyan, de a néphit szerint a boldogok szigetére jutnak, ahol Kronosz uralkodik fölöttük. A görögök hite számos mondával vette körül hőseinek alakjait, melyek az istenek mítoszainál is gazdagabbak és változatosabbak, s különösen nagy fontosságúak a drámairodalomra nézve, mert a görög tragédiák legnagyobb része innen merítette tárgyát.

## Irodalmi hősök
A történetekben a hős rendszerint a gonosz szereplővel („negatív hőssel”) kerül konfliktusba, és felette győzedelmeskedik. Hagyományosan dicsőséges hősi cselekedetnek számított a szörnyetegek lemészárlása és az emberek biztos haláltól való megmentése. A jó és nemes tulajdonságai mellett a hősnek, különösen a tragédiában, lehetnek komoly hibái is, amelyek a bukásához vezetnek, lásd például Hamlet.

## Egyes kultúrák hősei
Néha valóságos embereknek is elég nagy hírnevük támad ahhoz, hogy az emberek hősként gondoljanak rájuk. Ezt azután az illető körül a mítoszok gyors kialakulása kíséri, amelyek a hősnek a közönséges halandókénál nagyobb erőket tulajdonítanak. Egyes társadalmi megfigyelők azt szokták ajánlani, hogy a társadalmi felfordulások és a nemzeti öntudat megromlása idején hősökre van szükség, méghozzá olyan erényes személyekre, akiket a fiatalok erkölcsi példaképeknek tekinthetnek. Ezek a mítoszcsinálások a múltban sikeresebbek lehettek, mert ma a hősöket és a hősök tiszteletét összekeverik a hírességek kultuszával.

## Szubjektivitás
Egyes kultúrák vagy népcsoportok hősei nem egy esetben bűnözők vagy rossz emberek egy másik kultúra tagjai vagy más népcsoport számára. A hős fogalma a társadalmat meg is oszthatja. Például a 2001. szeptember 11-i merényletek támadóit vagy a folyamatban levő dzsihád harcosait a muszlim társadalmak egy része hősöknek tekinti, a másik része viszont nem.